# نیروی درون (فیلم ۱۹۹۵)
نیروی درون (به انگلیسی: The Power Within) یک فیلم سینمایی آمریکایی با موضوع کاراته محصول سال ۱۹۹۵ به کارگردانی آرت کاماچو است و توسط جو هارت و اسکات مک‌بوبی نوشته شده‌است.

## داستان
استن درایر یک نوجوان، ناتوان از اینکه حتی از دختری بخواهد تا با او در مهمانی فارغ‌التحصیلی همراهی کند، در درگیری‌ای پیرمردی را نجات می‌دهد و آن پیرمرد در عوض به او حلقه‌ای می‌دهد. حلقه‌ای که به او قدرت هنرهای رزمی و جرئت می‌دهد …

## بازیگران
- تد یان رابرتز - استن دایر
- کارن والنتین - خشک کن کلیدا
- کیت کوگان - اریک گریوز
- ویلیام زابکا - ریموند وون
- جان اوهارلی اوهورلی - ستوان کابری
- جرالد اوکامورا - یونگ
- تریسی ملچیور - ساندی اپلگیت
- پاملا جین سولز
- ایروین کیز
- ژان اسپیل هوارد - دکتر ریچمن
- اد اوراس
- جاکوب پارکر - خشک کن
- مارک ریفون - راکی
- فرانسیس فالون - لئون